# At Coney Island
At Coney Island er en amerikansk stumfilm fra 1912.

## Medvirkende
- Mack Sennett
- Mabel Normand
- Ford Sterling
- Gus Pixley